# Sega Forever
Sega Forever — онлайн-сервис японской компании Sega, в котором она переиздаёт свои консольные классические и наиболее известные видеоигры на современных мобильных платформах. Сервис был запущен и стал доступным для пользователей 22 июня 2017 года, предоставив доступ к играм на платформах iOS и Android, а после этого компания объявила о регулярном пополнении ассортимента подборки.

## История
В первую очередь сервис сосредоточен на мобильных платформах, однако, разработчик также не исключает последующего его расширения на современные игровые консоли (Nintendo Switch, PlayStation 4 и Xbox One), а также PC-совместимые компьютеры. Игры, включённые в перечень Sega Forever, имеют бесплатную модель распространения, согласно которой пользователям за игру приходится просматривать рекламу, или её можно убрать посредством оплаты некоторой суммы. Типы игр варьируются от прямых портированных до эмулированных версий оригиналов. Подобно стратегии компании Nintendo по использованию мобильных игр и приложений для привлечения внимания к своим консольным продуктам, Sega планирует добавлять в игры внутреннюю рекламу своих текущих и будущих проектов. Целью Sega является создание онлайн-сервиса, подобного Netflix, с той разницей, что в качестве контента будут использоваться видеоигры.

## Выпущенные игры
Первоначально были анонсированы портированные игры с консолей Sega's Genesis/Mega Drive, Game Gear и Master System, но в дальнейшем Sega сообщила о планах на добавление и с других платформ: SG-1000, Sega Saturn и Dreamcast. Многие игры с Saturn и Dreamcast демонстрировали неудовлетворительную эмуляцию во время тестирования, однако, по словам разработчиков, они продолжают улучшать программное обеспечение эмуляции для того, чтобы в последующем провести портирование. Такие игры, как Panzer Dragoon, гипотетически могут быть выпущены на сервисе, однако для их издания разработчикам требуется уделить портированию больше времени. Помимо этого, Sega анонсировала возможность выхода тех игр, которые до этого выпускались только для японской аудитории без локализации для других регионов. Компания объявила о том, что идут работы по первому такому проекту — Girl's Garden — и выпуск игры запланирован.
В рамках Sega Forever в игры были добавлены новые функции, такие как таблица лидеров и возможность облачного сохранения. Также, помимо сенсорного управления, имеется поддержка контроллеров. Игры можно запускать в автономном режиме без подключения к Интернету, и для этого нужно совершить единоразовую оплату и произвести премиум-подписку. На момент запуска сервиса было доступно пять игр, а впоследствии перечень расширился.

## Список игр
| Название                                    | Оригинальная платформа  | Разработчик              | Дата выпуска     | Примечания |
| ------------------------------------------- | ----------------------- | ------------------------ | ---------------- | ---------- |
| Sonic the Hedgehog                          | Sega Genesis            | Sonic Team               | 22 июня 2017     | [ 9 ]      |
| Phantasy Star II                            | Sega Genesis            | Sega                     | 22 июня 2017     | [ 9 ]      |
| Comix Zone                                  | Sega Genesis            | Sega Technical Institute | 22 июня 2017     | [ 9 ]      |
| Kid Chameleon                               | Sega Genesis            | Sega Technical Institute | 22 июня 2017     | [ 9 ]      |
| Altered Beast                               | Sega Genesis            | Sega                     | 22 июня 2017     | [ 9 ]      |
| Virtua Tennis Challenge                     | Dreamcast               | Sega                     | 12 июля 2017     | [ 13 ]     |
| The Revenge of Shinobi                      | Sega Genesis            | Sega                     | 27 июля 2017     | [ 14 ]     |
| Ristar                                      | Sega Genesis            | Sonic Team               | 10 августа 2017  | [ 15 ]     |
| Golden Axe                                  | Sega Genesis            | Sega                     | 31 августа 2017  | [ 16 ]     |
| Crazy Taxi                                  | Dreamcast               | Sega AM3                 | 13 сентября 2017 | [ 17 ]     |
| Space Harrier II                            | Sega Genesis            | Sega                     | 13 сентября 2017 | [ 17 ]     |
| Beyond Oasis                                | Sega Genesis            | Ancient                  | 11 октября 2017  | [ 18 ]     |
| Decap Attack                                | Sega Genesis            | Vic Tokai                | 25 октября 2017  | [ 19 ]     |
| ESWAT: City Under Siege                     | Sega Genesis            | Sega                     | 8 ноября 2017    | [ 20 ]     |
| Sonic the Hedgehog 2                        | Sega Genesis            | Sonic Team               | 21 ноября 2017   | [ 21 ]     |
| Streets of Rage                             | Sega Genesis            | Sega                     | 6 декабря 2017   | [ 22 ]     |
| Gunstar Heroes                              | Sega Genesis            | Treasure                 | 20 декабря 2017  | [ 23 ]     |
| Sonic CD                                    | Sega CD                 | Sonic Team               | 1 февраля 2018   | [ 24 ]     |
| Dynamite Headdy                             | Sega Genesis            | Treasure                 | 18 апреля 2018   | [ 25 ]     |
| Super Monkey Ball 2: Sakura Edition         | GameCube                | Other Ocean              | 17 мая 2018      | [ 26 ]     |
| Vectorman                                   | Sega Genesis            | BlueSky Software         | 21 июня 2018     | [ 27 ]     |
| Sonic the Hedgehog 4: Episode II            | PlayStation 3, Xbox 360 | Dimps, Sonic Team        | 2 августа 2018   | [ 28 ]     |
| Streets of Rage 2                           | Sega Genesis            | Sega, Ancient            | 20 сентября 2018 | [ 29 ]     |
| Shining in the Darkness                     | Sega Genesis            | Climax Entertainment     | 24 октября 2018  | [ 30 ]     |
| Shining Force                               | Sega Genesis            | Sonic! Software Planning | 24 октября 2018  | [ 30 ]     |
| Shining Force II                            | Sega Genesis            | Sonic! Software Planning | 24 октября 2018  | [ 30 ]     |
| Golden Axe II                               | Sega Genesis            | Sega                     | 17 января 2019   | [ 31 ]     |
| Golden Axe III                              | Sega Genesis            | Sega                     | 17 января 2019   | [ 31 ]     |
| Phantasy Star III: Generations of Doom      | Sega Genesis            | Sega                     | 21 февраля 2019  | [ 32 ]     |
| Phantasy Star IV: The End of the Millennium | Sega Genesis            | Sega                     | 21 февраля 2019  | [ 32 ]     |
| After Burner Climax                         | Xbox 360                | Sega AM2                 | 4 апреля 2019    | [ 33 ]     |
| Girl's Garden                               | SG-1000                 | Sega                     | 2019             | -->        |

## Критика
На старте проекта имелись жалобы на ряд технических проблем, связанных с недостаточной производительностью эмулируемых на мобильных устройствах игр. В частности, это влияло на звуковое оформление и приложения имели более низкую частоту кадров по сравнению с оригинальными играми. К июлю 2017 года Sega выпустила ряд обновлений для игр и разрешила большинство имеющихся претензий. Рецензент портала 4pda отмечал, что «SEGA Forever — потенциально неплохой способ вернуться в прошлое тысячелетие», однако сетовал на то «есть ли в 2017 году место (без сомнения, когда-то прекрасным) Phantasy Star 2 и Altered Beast? Про Соника как раз сомнений нет — но его и другие громкие игры с Genesis и Dreamcast и так давным-давно переселили на iOS и десяток других устройств. Возможно, SEGA катастрофически опоздала со своим Forever-циклом — да, у ретро тоже есть срок годности».